# アイルランド国防軍

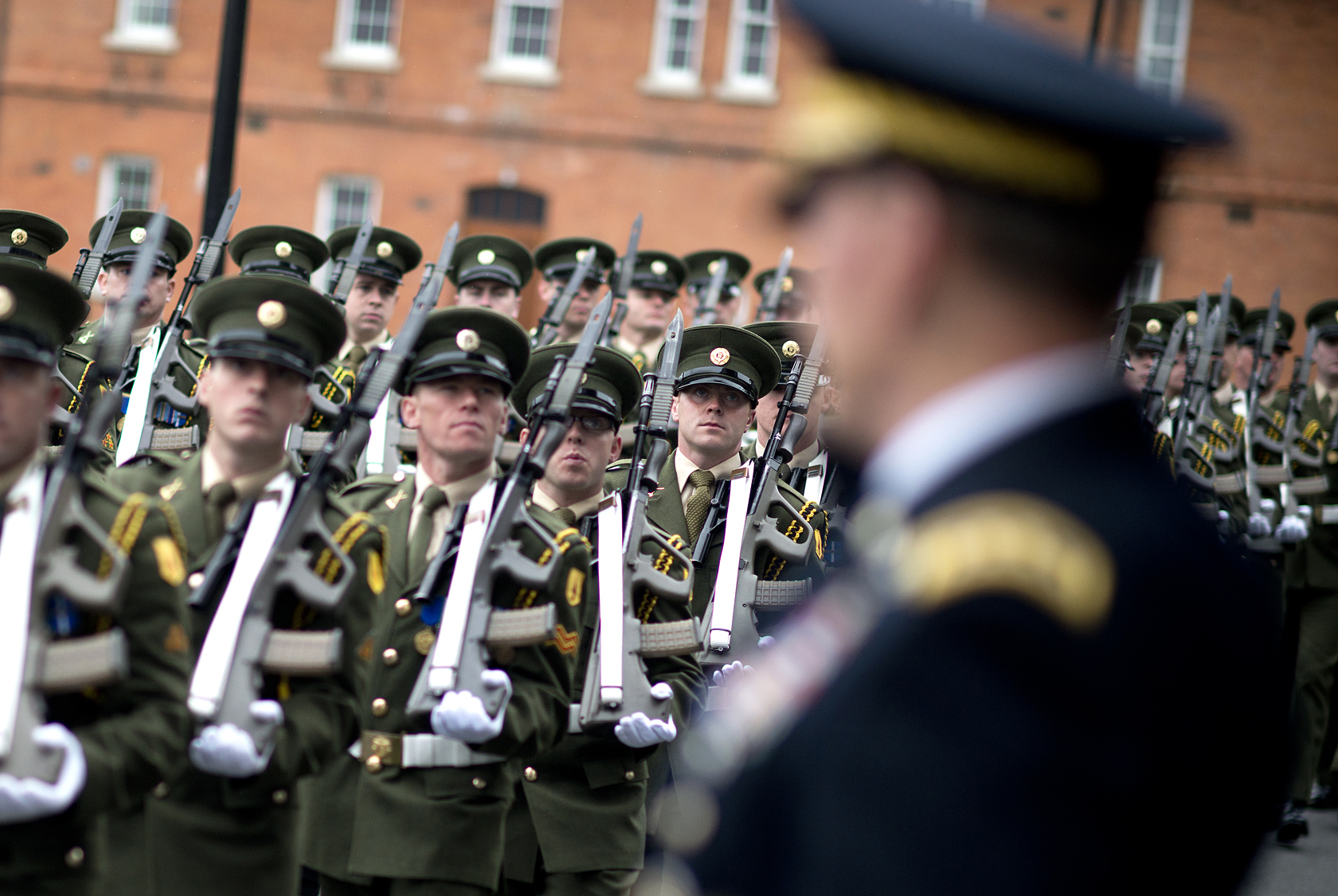
パレードに参加する陸軍兵士

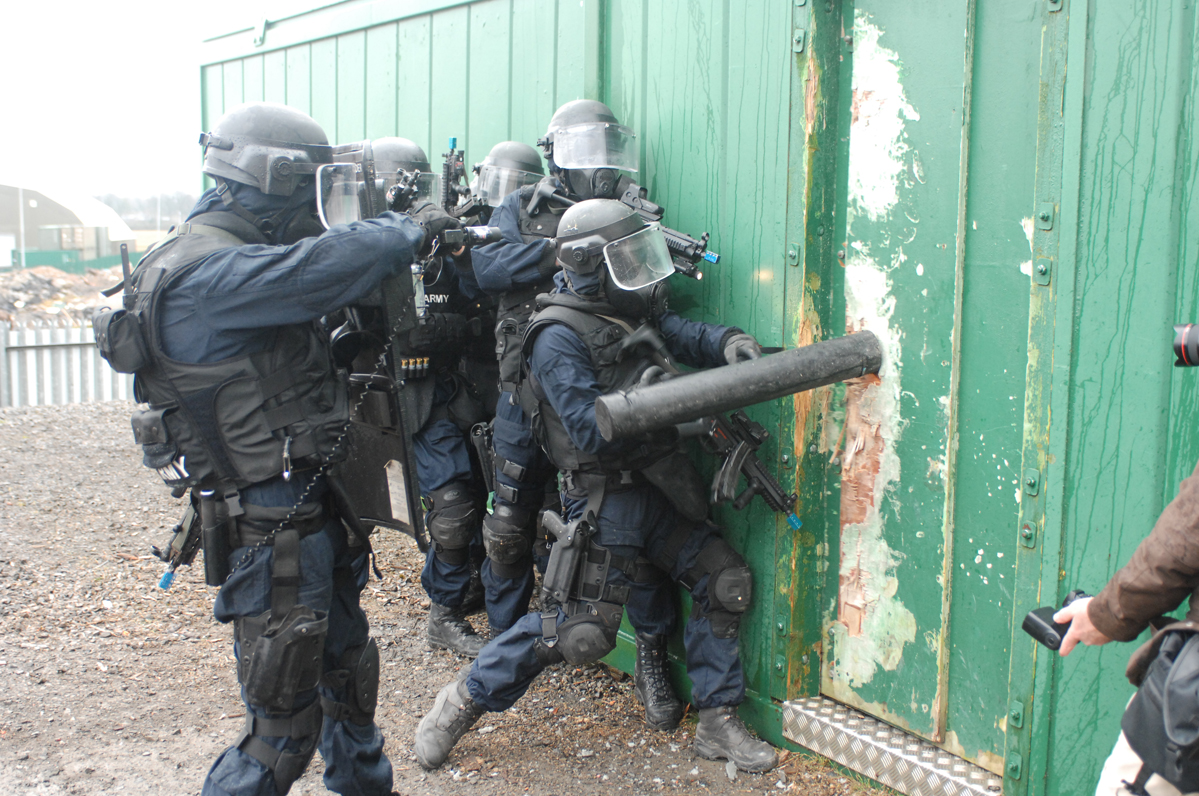
対テロ訓練を行う陸軍レンジャー

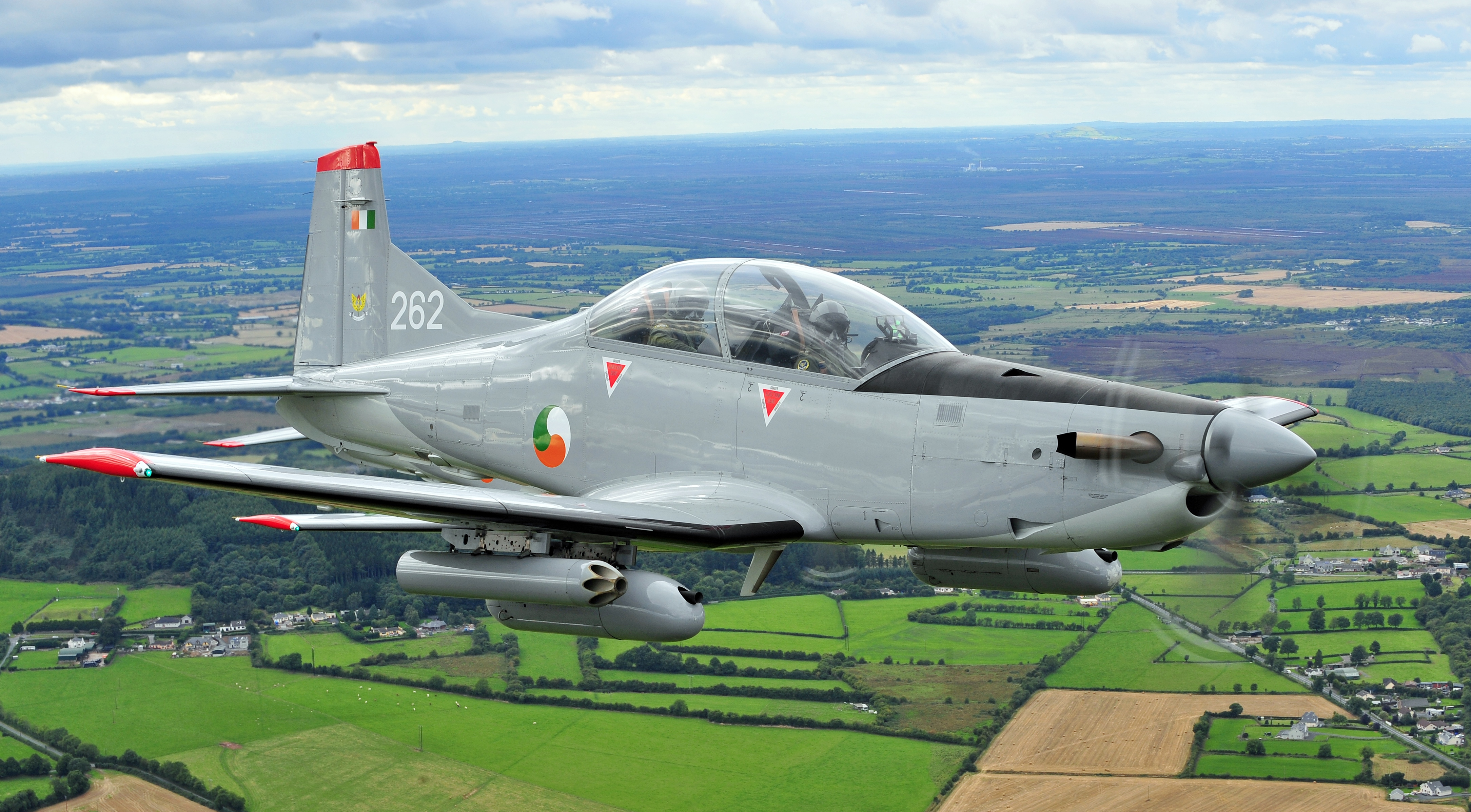
空軍のピラタス PC-9

アイルランド国防軍（アイルランドこくぼうぐん、アイルランド語: Óglaigh na hÉireann, 英語: Irish Defence Forces）は、アイルランド政府が保有する軍隊（陸軍・海軍・空軍）の総称。アイルランド語による正式名称Óglaigh na hÉireann(オグリー・ナ・ヘレン)は「義勇軍」を意味する。国防軍は次に挙げる組織で構成される。
- 常備軍
  - アイルランド陸軍
  - アイルランド海軍
  - アイルランド空軍
- 国防軍予備役
  - 陸軍予備役 (Fórsa Cosanta Áitiúil)
  - 空軍予備役 (Slua Muirí)

総司令官をアイルランド共和国大統領が務めるが、実際には国防軍は国防大臣を通してアイルランド共和国首相の指示に従っている。

## 役割
現在、国土防衛の観点から考えてアイルランド共和国の地理的状況は非常に恵まれている。第一次世界大戦後にイギリスから独立したアイルランドは中立政策をとっており、第二次世界大戦に参戦せず、北大西洋条約機構（NATO）にも正式加盟しなかった。一方で欧州連合（EU）の一員であり、NATOの平和のためのパートナーシップ（PFP）には参加し、隣接するイギリスをはじめ欧米各国と良好な関係を維持しており、特筆される領土問題もなく外国から侵略される可能性は極めて低い。こうした環境と人口の少なさから軍事能力は高いとは言えないが、国連の平和維持活動に対して長期にわたる参加実績を有する。国防軍の目的としては次の事項が挙げられている。
- 侵略に対処する防衛・反撃能力の整備
- 国内の治安確保におけるアイルランド警察 (Garda Síochána)との協力
- 国際連合統率下の平和維持、危機管理および人道援助活動
- 欧州連合での合意に基づく違法漁業の取り締まり
- 捜索救助、病人および怪我人の飛行機移送、政府要人の輸送、天災時の支援など

## 歴史
国防軍の起源は1913年に発足したアイルランド人民族主義者による民兵であるアイルランド義勇軍に遡る。この組織は1919年にアイルランド共和軍 (IRA)へと発展解消を遂げ、アイルランド独立戦争でイギリス軍と戦闘を繰り広げた。
1922年のアイルランド自由国の建国直後に、IRAは同組織内の英愛条約賛成派を中心にアイルランド自由国の正規軍であるアイルランド国防軍（Irish National Army）に再編成され、アイルランド内戦終結後の1924年10月1日付で正式な国防軍へと引き継がれた。アイルランド義勇軍とIRAで用いられていた正式名称 Óglaigh na hÉireann は国防軍にも受け継がれている。第二次世界大戦後、この名称を北アイルランド紛争などで活動したIRA暫定派や真のIRAなどの複数のIRA分派が用いている。国防軍はこれらの組織による、アイルランド正規軍のかつての正式名称の使用に強く反対している。
このような経緯もあり、関係改善に進みつつあるイギリスとの軍事面での交流は少なく、レンジャー部隊の教育などはアメリカ陸軍が支援している。
なおアイルランド国防軍においては、民族主義的観点から号令は英語ではなくアイルランド語（ゲール語）で行われている。

## 能力
志願兵制をとり、2023年時点で約8,048人（予備役を除く）の総兵力を有する。うち陸軍は6,531人，海軍は807人、空軍は710名である。2018年度の国防費は約11
億740万ユーロ。レンジャー部隊は特殊部隊として機能しており、テロ対策や要人警護、派遣地域での特殊作戦の任務を負う。
装備では装甲戦闘車両や防空システム、爆発物処理車などを有する。
海軍には8隻の沿岸パトロール艇、40名前後の乗組員を擁する1,000トンから1,500トンの艦船が7隻、乗員85名の1,900トンの艦が1隻存在する（詳細についてはアイルランド海軍艦艇一覧を参照のこと）。また、潜水分隊を保有する。
空軍は偵察機、輸送ヘリ、大統領機および機関銃およびミサイルを備えたアクロバット用プロペラ機7機を有する。
国連PKOに対して、2017年12月末時点で、国際連合レバノン暫定駐留軍（UNIFIL）など9ミッションに合計637人を派遣している。